# Top 9 Crew
Top 9 Crew — российская брейк-данс-команда из Санкт-Петербурга, образованная в 2001 году путём объединения команд «Триатлон» и «Реактив».
Неоднократный победитель и призёр соревнований Battle of the Year Russia, «Битва года 2002», «Open», Battle of the East, «Funk Fanatix Anniversary». Команда известна победой на немецком ежегодном международном чемпионате по брейк-дансу Battle of the year (BOTY) в 2008 году, а также спектаклями «Акценты» и «Давай-давай», каждый из которых номинировался на театральную премию «Золотая маска».

## История создания
Команда Top 9 Crew была образована в 2001 году в Санкт-Петербурге путём объединения двух команд: «Триатлон» и «Реактив». Поводом послужил московский отборочный турнир к международному чемпионату Battle of the year (BOTY) 2001. Инициатором создания коллектива был Masta B.K., бывший участник брейк-команды Jam Style & Da Boogie Crew, который к тому моменту уже успел поучаствовать в BOTY. Название Top 9 содержит в себе отсылку к первоначальному количеству человек в команде: Masta B.K. (Jam Style & Da Boogie Crew, Klinch Master, Triatlon), Wolt (Klinch Master, Triatlon), Бешеный (Klinch Master, Triatlon), Alex-A (Klinch Master, Triatlon), Симпсон («Реактив»), Резкий («Реактив»), Скоч («Реактив»), Disco-T («Реактив»), Tony Rock. В 2002 году к Top 9 Crew присоединились ещё два би-боя — Комар и Косто. В таком составе команда заняла четвёртое место на Battle of the Year 2002. К концу 2003 года команду покинули Бешеный и Alex-A, а в 2005 году из коллектива ушёл Скоч. На смену покинувшим группу участникам пришли два украинских би-боя — Робин и Flying Buddha, а в 2006 году из коллектива выбыл его основатель — Masta B.K. Таким образом, количество участников снова остановилось на девяти.
Wolt (Станислав Вайтехович) из Top 9 Crew умер от сердечной недостаточности 1 сентября 2021 года.

## Стиль танца
Большинство участников команды концентрируются на стилевых элементах брейк-данса (footwork, uprock) и менее на силовых (power move). Это не относится к Flying Buddha, который исполняет именно силовые движения.

## Участники
|               | Год присоединения | Год ухода      |
| ------------- | ----------------- | -------------- |
| Masta B.K.    | 2001              | 2006           |
| Wolt          | 2001              | 2021           |
| Бешеный       | 2001              | 2003           |
| Alex-A        | 2001              | 2003           |
| Симпсон       | 2001              | по наст. время |
| Резкий        | 2001              | по наст. время |
| Скоч          | 2001              | 2005           |
| Disco-T       | 2001              | по наст. время |
| Tony Rock     | 2001              | по наст. время |
| Комар         | 2002              | по наст. время |
| Косто         | 2002              | по наст. время |
| Робин         | 2005              | по наст. время |
| Flying Buddha | 2005              | по наст. время |

## Награды
Список побед Top 9 Crew взят с официального сайта команды:
| - 1 место на чемпионате России «Battle Of The Year Russia qualification» 2001, 2002, 2006, 2008 (Москва, Россия) - 1 место на чемпионате СНГ «Битва года» 2001, 2002 (Ялта, Украина) - 1 место на открытом чемпионате России «Open» 2002, 2003, 2004, 2005 (Москва, Россия) - 1 место на чемпионате Прибалтики и Скандинавии «Battle Of The East» 2002, 2011 (Тарту, Эстония) - 1 место на чемпионате России «Funk Fanatix Anniversary» 2005, 2006, 2007, 2009 (Санкт-Петербург, Россия) - Гран-При на театральном фестивале «Время летать» 2005 (Санкт-Петербург, Россия) - Номинанты на премию «Золотая маска» 2005, 2011 (Москва, Россия) - 1 место на чемпионате СНГ «Тор30» 2005 (Москва, Россия) - 1 место на Всероссийском чемпионате «Juice» 2006 (Самара, Россия) - 1 место на международном чемпионате «Battle Malmo» 2004 (Мальмо, Швеция) - 1 место на Европейском чемпионате «Circl prince» 2006 (Стокгольм, Швеция) - 1 место на Всероссийском чемпионате «Power» 2007 (Казань, Россия) - 1 место на международном чемпионате «International Kazan Open» 2007 (Казань, Россия) - 1 место в ежегодном международном чемпионате «Hip-Hop Connection» 2007 (Пезаро, Италия) - 1 место на чемпионате стран Балтики «UK B-BoyChampionship qualification» 2007, 2010 (Хельсинки, Финляндия) - 1 место на международном чемпионате «North Sea Jam» 2007 (Гаага, Голландия) - 1 место на ежегодном международном чемпионате «Break Session» 2007 (Влоцлавек, Польша) - 1 место на международном чемпионате «Rail Clash» 2007 (Австрия) - Победители «TV Show» 2008 (Токио, Япония) - 1 место на международном чемпионате «Break On Stage» 2008 (Бильбао, Испания) - Лучшее шоу на международном чемпионате «R-16» 2008 (Сувон, Корея) - 1 место на международном чемпионате «IBE — Actogon» 2008 (Гаага, Голландия) - 1 место на чемпионате стран СНГ «Break to Win» 2008 (Одесса, Украина) - 1 место на ежегодном международном чемпионате «UK B-BoyСhampions Crew World Final» 2008 (Лондон, Великобритания) - 1 место на ежегодном международном чемпионате «UK B-BoyСhampions Solo Battles World Final» 2008, 2010 (Лондон, Великобритания) - 1 место на ежегодном международном чемпионате «UK B-BoyСhampions Footwork Battles» 2008, 2010 (Лондон, Великобритания) - 1 место на ежегодном международном чемпионате «Battle Of The Year» 2008 (Брауншвайг, Германия) - Лучшее шоу на ежегодном международном чемпионате «Battle Of The Year» 2008 (Брауншвайг, Германия) - 1 место на ежегодном международном чемпионате «Riga Open» 2009, 2011 (Рига, Латвия) - 1 место в командных батлах на международном чемпионате «Chengdu Championship China» 2009 (Ченду, Китай) - 1 место в соло батлах на международном чемпионате «Chengdu Championship China» 2009 (Ченду, Китай) - Лучшее шоу на международном чемпионате «Chengdu Championship China» 2009 (Ченду, Китай) - 1 место на международном чемпионате «SDK EUROPE 2 VS 2» 2009 (Чехия) - 1 место на международном чемпионате «Pepsi CircleI Industry» 2010, 2011 (Зальцбург, Австрия) - 1 место на чемпионате России «Hip-Hop International qualification» 2010 (Москва, Россия) - 1 место на чемпионате Санкт-Петербурга «Приморский Джем 2 на 2» 2010 (Санкт-Петербург, Россия) - 1 место на чемпионате России «Street Summit» 2010, 2011 (Санкт-Петербург, Россия) - 1 место на международном чемпионате «UBC» 2010 (Лас-Вегас, США) - 1 место на международном чемпионате «RedBull CheckMat» 2010 (Вена, Австрия) - 1 место на чемпионате России «Dance To The Beat» 2011 (Москва, Россия) - 1 место на чемпионате России «SHOWDOWN» 2011 (Москва, Россия) - 1 место на чемпионате России «BACK 2 BATTLE» 2011 (Щелково, Россия) - Победители в номинации «Театр» премии журнала «Собака. Ру» — «Топ50 — Самые знаменитые люди Петербурга» 2011 (Санкт-Петербург, Россия) - 1 место на международном чемпионате «RedBull BC One Qualification» 2011 (Стамбул, Турция) - 1 место на международном чемпионате «Bruk Festival», командные батлы, 2011, 2012 (Ольштын, Польша) - 1 место на международном чемпионате «Bruk Festival», соло батлы, 2012 (Ольштын, Польша) - 1 место на чемпионате «Yalta Summer Jam» — «Сила и Мощь» 2011, 2012 (Ялта, Украина) - 1 место на чемпионате «Yalta Summer Jam» — «Top Rock» 2012 (Ялта, Украина) - 1 место на чемпионате «UKB-BoyChampionship qualification solo battles» 2011 (Химос, Финляндия) - 1 место на крупнейшем фестивале хип-хопа в Европе «Hip-Hop Camp 10th Anniversary» 2011 (Градец-Кралове, Чехия) - 1 место на фестивале «M.I.R.» 2011 (Москва, Россия) - 1 место на международном турнире «Beat Battle The Tournament» 2012 (Бонн, Германия) - 1 место на международном чемпионате «Flow one three» 2009, 2012 (Тилбург, Голландия) - 1 место на чемпионате России «Soul city» 2012 (Санкт-Петербург, Россия) - 1 место на чемпионате Европы «Bboy Camp»2012 Solo Battle (Градец-Кралове, Чехия) - 1 место на чемпионате Европы «Bboy Camp»2012 Footwork Battle (Градец-Кралове, Чехия) - 1 место на международном чемпионате «Rockin' Star — Шестое чувство» 2012 (Санкт-Петербург, Россия) - 1 место на «V1 Battle» 2013 в командном батле (Санкт-Петербург, Россия) - 1 место на международном чемпионате «RedBull BC One Qualification» 2013 (Киев, Украина) - 1 место на чемпионате России «Битва Двух Столиц» 2013 (Москва, Россия) - 1 место на чемпионате «UKB-BoyChampionship qualification crew battles» 2013 (Гаага, Голландия) - 1 место на чемпионате России «Air Time» 2013 (Москва, Россия) - 1 место на чемпионате мира «Breakin' World Series» командные батлы 2013 (Монпелье, Франция) - 1 место на чемпионате мира «Breakin' Worid Series» лучшая видео работа 2013 (Монпелье, Франция) - 1 место на международном чемпионате «Rockin' Star» 2013 (Санкт-Петербург, Россия) - 1 место на ежегодном чемпионате России «Эгоист 6» 2014 (Оренбург, Россия) - 1 место на чемпионате России «Rhythmic Warrior (B-boy Tisa Anniversary)» 2014, (Брянск, Россия) - 1 место на чемпионате России «Freestyle Session Russian qualification» 2014 (Санкт-Петербург, Россия) - 1 место на чемпионате России «Freestyle Session Russian qualification»-«Footwork 7toSmoke» 2014 (Санкт-Петербург, Россия) - 1 место на чемпионате Украины « BC One qualification» 2014, (Киев, Украина) - 1 место на чемпионате «Yalta Summer Jam» — «Top Rock» 2014 (Ялта, Украина) - 1 место на чемпионате «Yalta Summer Jam» -«Footwork» 2014 (Ялта, Украина) - 1 место на чемпионате «Yalta Summer Jam» — «Сила и Мощь» 2014 (Ялта, Украина) - 1 место на чемпионате России «V1 Festival» — «Freestyle Dance Battle» 2014 (Санкт-Петербург, Россия) - 1 место на чемпионате России «V1 Festival» — «3 vs 3» 2014 (Санкт-Петербург, Россия) - 1 место на чемпионате России «Reebok Street Fire» — «2 vs 2» 2014 (Санкт-Петербург, Россия) - 1 место на чемпионате России «Reebok Street Fire» — «Cypher King» 2014 (Санкт-Петербург, Россия) - 1 место на чемпионате России «Russian Steps 5 Yearas» — «Мастер Круга» 2014, (Москва, Россия) |